# Colobodontium vulpinum
Colobodontium vulpinum är en bladmossart som beskrevs av David Maughan Churchill, W. R. Buck in Churchill och Linares C. 1995. Colobodontium vulpinum ingår i släktet Colobodontium och familjen Sematophyllaceae. Inga underarter finns listade i Catalogue of Life.